# つくしんぼ (テレビドラマ)
『つくしんぼ』は、東海テレビ制作・フジテレビ系列で、1977年12月19日から1978年2月24日に放送された昼ドラマである。

## 概要
航空機の遭難により両親を失った兄妹が、世間の荒波に揉まれる様子を描いた物語。
同じ花登筺作で同じく東海テレビの昼ドラマとして放送された『あかんたれ』のPART II版と言われたこともあり、平松敏男プロデューサーは本作を「『あかんたれ』のアンコール版」と話している。
ドラマ化に当たり、原作の仕事が「靴磨き」に改変されている。

## キャスト
- 銭神のマサ：山田五十鈴
- 有島一郎
- 中島健一郎（城北産業社長）：三橋達也
- 中島節子（健一郎の妻）：坪内ミキ子
- 中島健（長男・小学5年）：森川誠
- 中島亜子（長女・5歳）：松下実加
- 彩子（健の担任教師）：吉沢京子
- 良夫：鹿股裕司
- 藤岡重慶
- 銭神のマサ（子供時代）：長谷川真砂美
- 大蜂：花沢徳衛

## スタッフ
- 原作：花登筺『銭っ子』（秋田書店『週刊少年チャンピオン』掲載、作画・水島新司）
- 演出：平松敏男、大西博彦
- 脚本：横光晃、花登筺